# Савельєв Валерій Михайлович
Вале́рій Миха́йлович Саве́льєв (2004—2023) — український військовослужбовець, солдат, учасник російсько-української війни, загинув в ході російського вторгнення в Україну. Кавалер ордена «За мужність» ІІІ ступеня (посмертно).

## Життєпис
Народився 15 січня 2004 в місті Гола Пристань Херсонської області.
Після закінчення Голопристанського навчального закладу, успішно склавши ЗНО, був зарахований студентом до Дніпропетровського державного університету внутрішніх справ України на правоохоронну діяльність.
Як тільки йому виповнилося 18 років приєднався до Збройних Сил України. Служив у взводі Десиптикони, 3ОШБр .
Загинув 19 серпня 2023 року, захищаючи с. Кліщіївка. Похований у місті Дніпро.